# Piazza de' Pitti

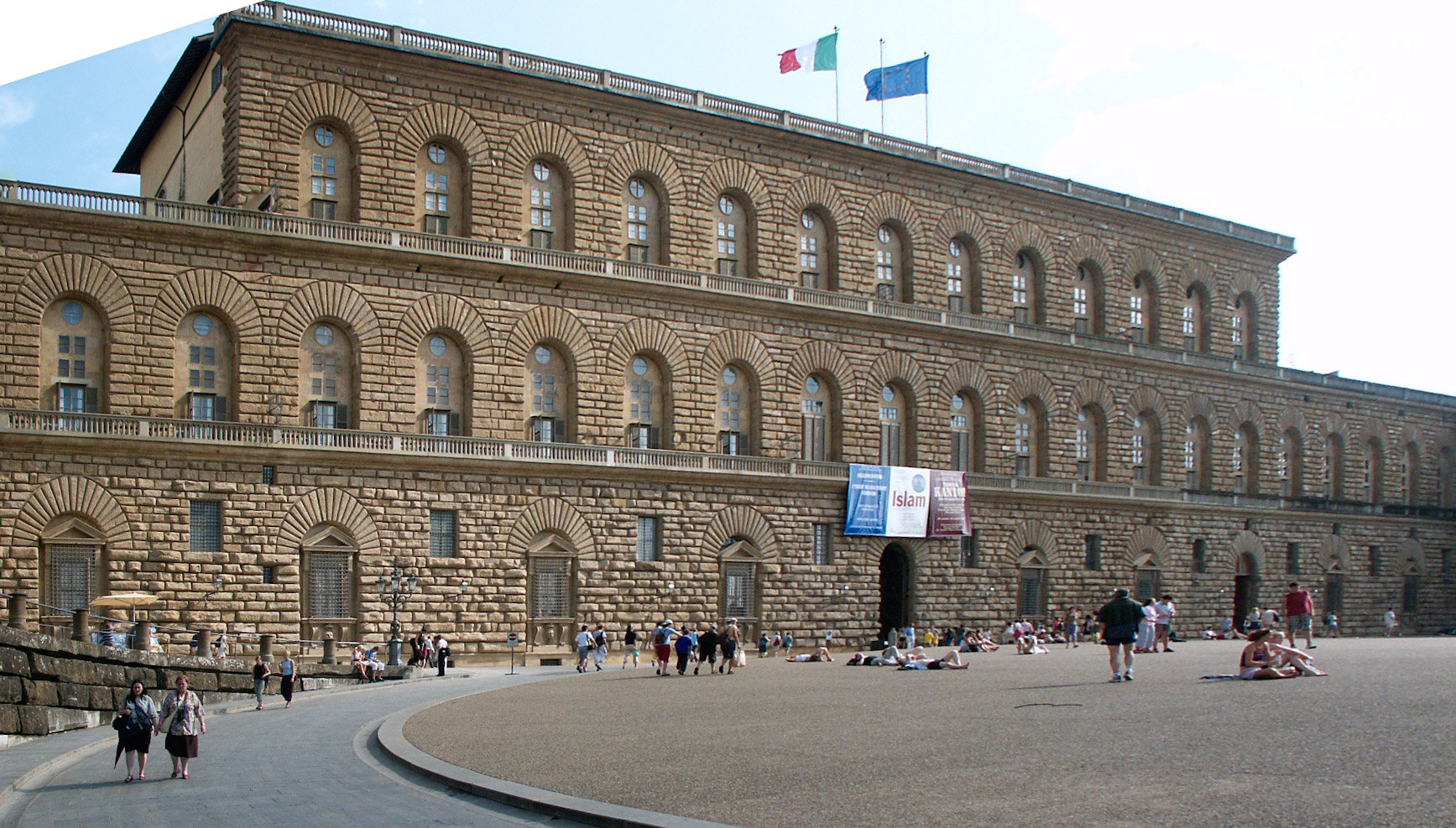
Palazzo Pitti

Piazza de' Pitti è una grande piazza del quartiere Oltrarno di Firenze, dominata dall'imponente mole di Palazzo Pitti.

## Storia
Il palazzo, iniziato per Luca Pitti nel 1457, su progetto, pare, di Filippo Brunelleschi, si trovava in una zona allora secondaria della città, alle pendici della collina di Boboli, che lo poneva su un piano leggermente rialzato. Nel 1558 il palazzo fu acquistato da Eleonora da Toledo e da allora divenne la residenza più prestigiosa della famiglia Medici.
Nel 1620 Giulio Parigi ampliò la facciata, mentre nel Settecento, sotto i Lorena, vennero erette le due ali laterali che delimitano il piazzale odierno, leggermente in salita, a sottolineare ancora di più la maestosità del complesso.
Un'entrata al Giardino di Boboli si trova all'inizio dell'ala sinistra. Tra le teste leonine che decorano il sotto mensola dei finestroni al primo piano, una è una fontana con una piccola vasca in marmo.
La piazza venne ulteriormente ingrandita nel 1837, demolendo alcuni palazzi ai lati, per esempio il palazzo Guidetti, facendo diventare palazzo Guicciardini in angolo.
Gli altri palazzi della piazza, sebbene alcuni di notevole pregio, non possono essere messi minimamente in competizione con il palazzo del granduca (e così doveva essere).
Per gran parte del Novecento la piazza era utilizzata per la sosta di autoveicoli; nel 1996 il parcheggio venne chiuso e furono effettuati lavori alla pavimentazione per riportare la piazza ad un aspetto più simile possibile a quello originario. 
Il 24 giugno 2011 la piazza è stata interamente pedonalizzata.

## Descrizione
Oltre ovviamente a palazzo Pitti, si distinguono sul lato ovest il Palazzo Temple Leader, abitato dallo studioso inglese che ricostruì il Castello di Vincigliata. L'edificio è riconoscibile per la spaziosa loggia all'ultimo piano.
Al n.18 una targa ricorda l'abitazione di Paolo dal Pozzo Toscanelli, l'astronomo che ispirò con i suoi studi Cristoforo Colombo. Al n.2 invece un'altra targa ricorda come in quel palazzo visse Fëdor Dostoevskij, scrivendo il romanzo L'idiota (1868-1869).
In piazza de' Pitti è presente il consolato del Brasile, e anche la sede della scuola di moda e design Accademia italiana.

## Curiosità
- Davanti a Palazzo Pitti, sullo spigolo di un palazzo, resta l'ultimo stemma dei Pitti della piazza: i fiorentini più fantasiosi lo indicano come il simbolo malinconico della decaduta casata, come se guardasse sconsolato al bel palazzo perduto per sempre.

## Altre immagini

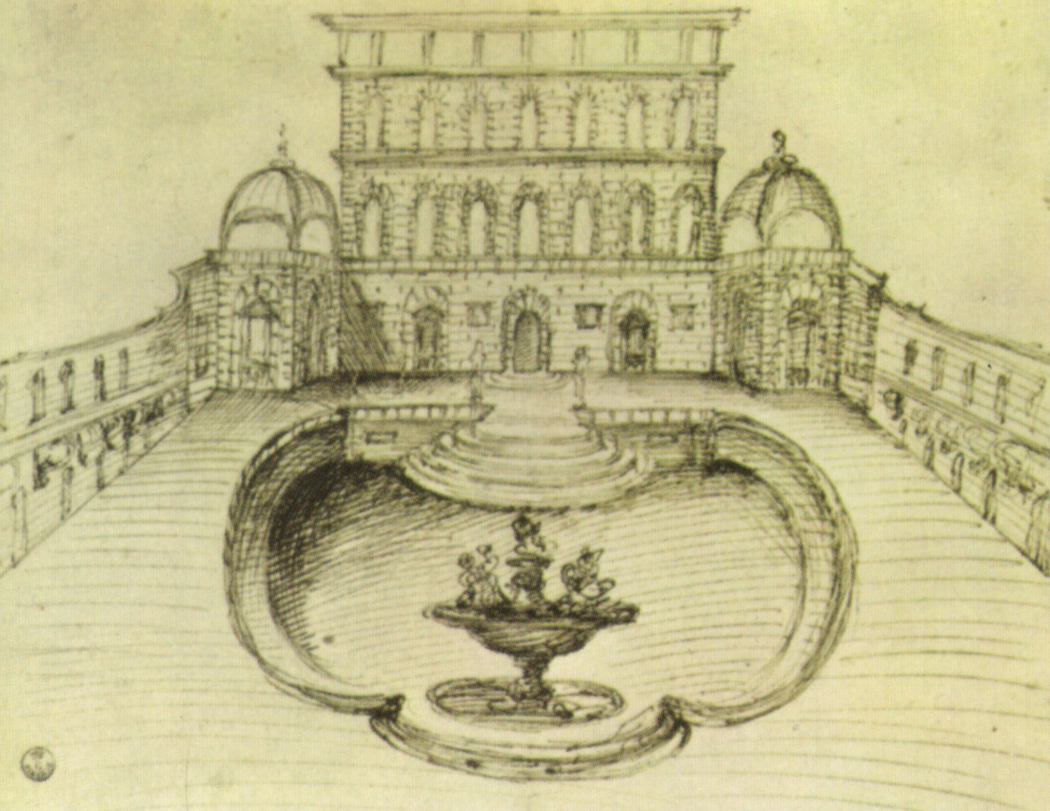
Progetto del Buontalenti per il palazzo e al piazza
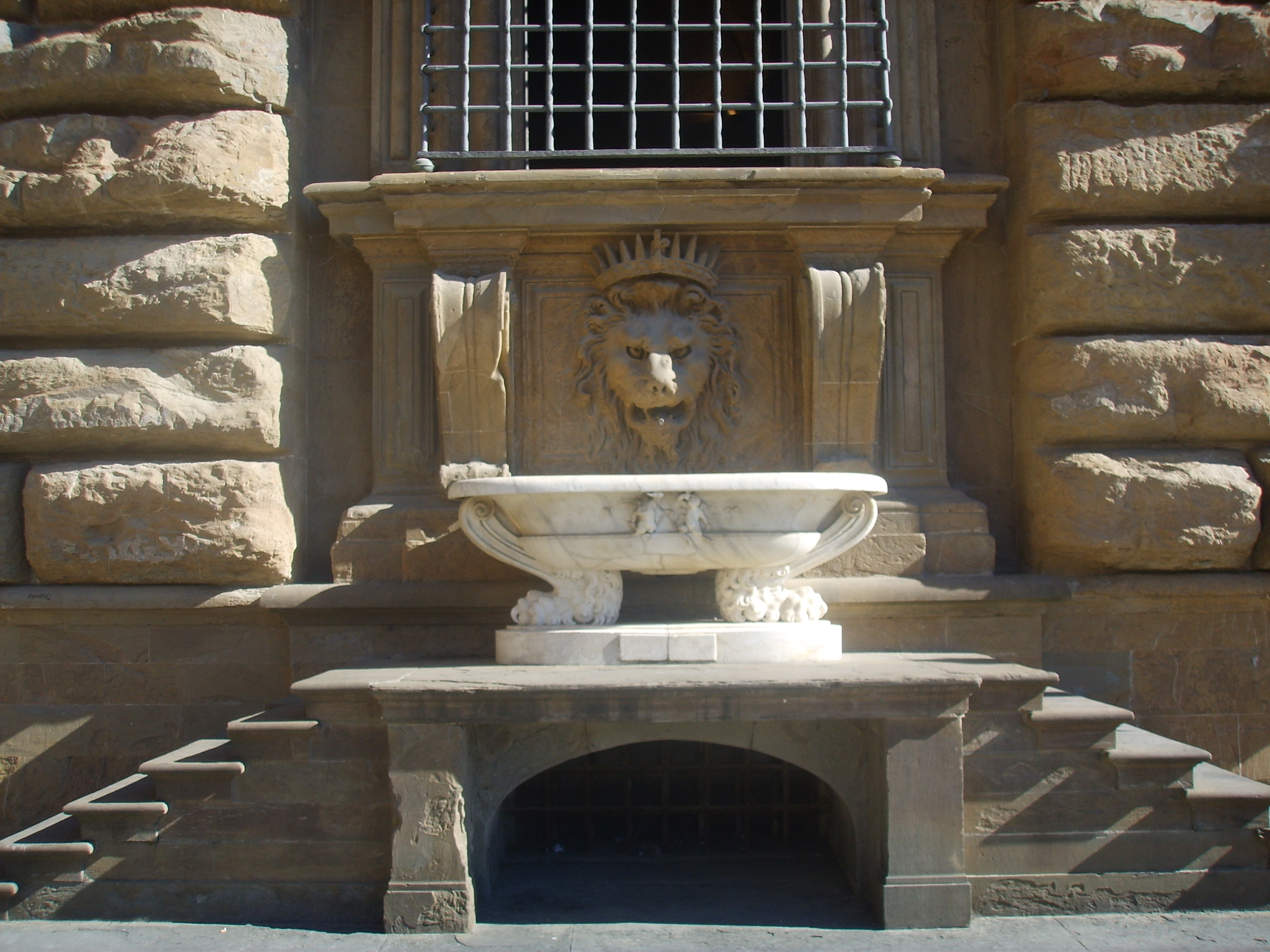
La fontana sulla facciata del palazzo
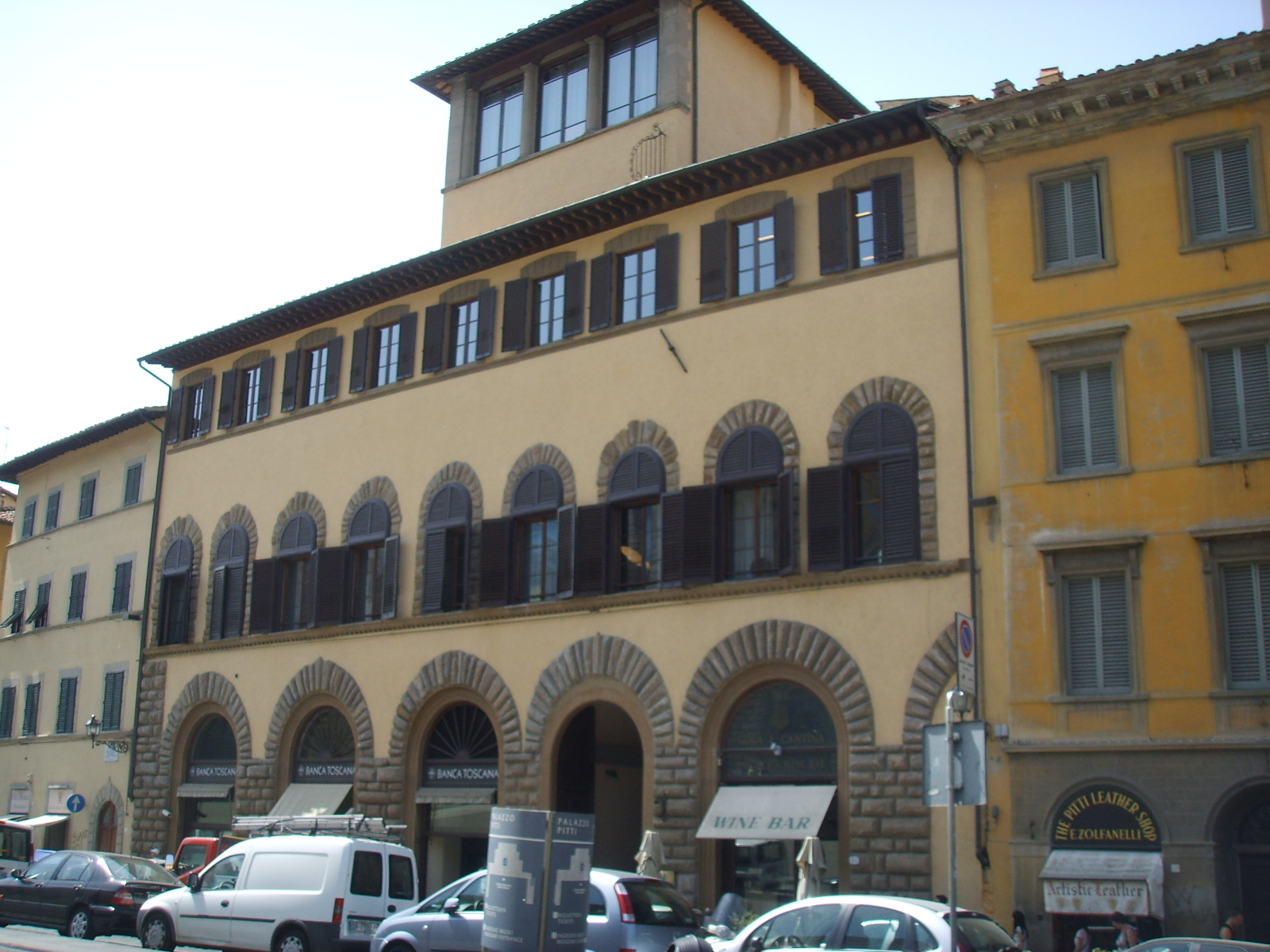
Palazzo Temple Leader
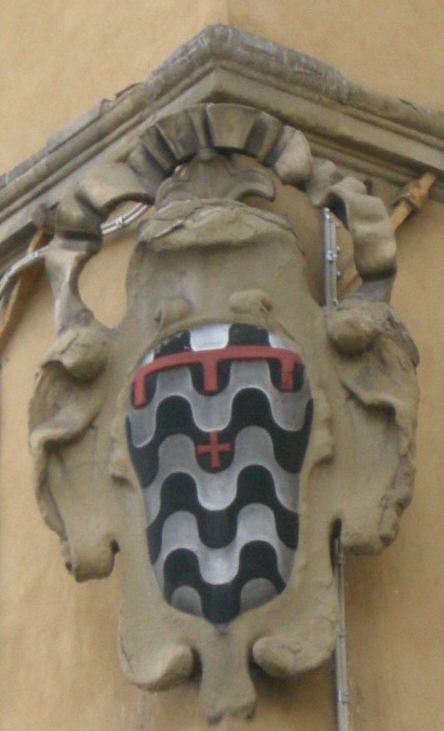
L'ultimo stemma dei Pitti